# هری هوگاسیان
هری هوگاسیان ( انگلیسی: Harry Hugasian; ۲۹ اوت ۱۹۲۹ – ۳ سپتامبر ۲۰۱۶) بازیکن فوتبال آمریکایی در پست  Halfback ارمنی‌تبار اهل ایالات متحده آمریکا بود.

## باشگاهی
از باشگاه‌هایی که وی در آن بازی کرده‌است می‌توان به شیکاگو بیرز اشاره کرد.

## زندگی‌نامه
وی در ۲۹ اوت ۱۹۲۹ در پاسادینا، کالیفرنیا به دنیا آمد و از استنفورد فارغ‌التحصیل گشت.  وی در ۳ سپتامبر ۲۰۱۶ در سن ۸۷ سالگی در آرکادیا درگذشت.